# Lacuna crassior
Lacuna crassior är en snäckart som först beskrevs av Montagu 1803.  Lacuna crassior ingår i släktet Lacuna och familjen strandsnäckor.

## Underarter
Arten delas in i följande underarter:
- L. c. crassior
- L. c. glacialis